# この手で行こう!
『この手で行こう!』（このてでいこう）は、1968年4月3日から同年9月まで日本テレビ系列局で放送されていた日本テレビ製作のバラエティ番組である。放送時間は毎週水曜 21:00 - 21:30 （日本標準時）、20:00 - 21:26にプロ野球ナイター中継が編成される際には放送を休止。

## 概要
小さな夢のために努力する人々を笑い飛ばし、彼らに世の中をうまく渡る方法をコントで表現するという風刺混じりの番組で、毎回コメディアンたちを動員していた。日本テレビ最後のいすゞ自動車一社提供番組で、同社提供番組では現状唯一のバラエティ番組となっている。

## 出演者
- なべおさみ
- ドンキーカルテット
- ジュディ・オング